# Ait Igas
Ait Igas  (in arabo أيت ايكاس‎?) è un centro abitato e comune rurale del Marocco situato nella provincia di Taroudant, regione di Souss-Massa. Conta una popolazione di 10 256 abitanti (censimento 2014).